# Santana da Azinha
Santana da Azinha is een plaats (freguesia) in de Portugese gemeente Guarda en telt 444 inwoners (2001).